# أسبست

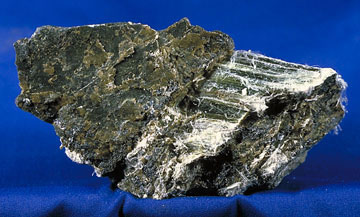
أسبست

الأسبست (ملاحظة 1) هو مجموعة معادن من زمرة التريموليت [الإنجليزية] تتألف من ألياف تُستخرج من مناجم خاصة، وهي مواد غير عضوية تحتوي على العديد من المعادن الطبيعية التي يدخل في تركيبها أملاح السيليكات إلا أنها تختلف عن بعضها في التركيب الكيميائي والخواص الطبيعية لاختلاف كميات الماغنسيوم والحديد والصوديوم والأوكسجين والهيدروجين فيها.

## الأنواع
الأسبست الأبيض

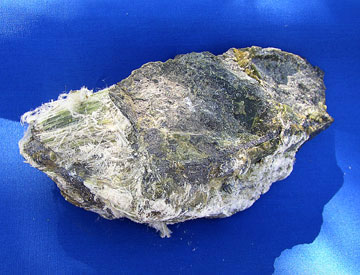
كريسوتايل أسبست

كريسوتايل،CAS رقم 12001-29-5 ،يتم الحصول عليه من صخور السِّرْبِنتين. والكريسوتايل من أكثر الأنواع استخداما في الصناعة. وهناك دليل على أن هذا النوع من الأسبست ضار، ربما ليس ضارّا بالدرجة كباقي الأنواع الأخرى. صيغته الكيميائيّة Mg3(Si2O5)(OH)4.
الأسبست البني
أموسايت، CAS رقم 12172-73-5، الاسم التجاري للأمفيبوليات، يأتي من مناجم شمال أفريقيا، ويسمى أكرونيوم. صيغته الكيميائية Fe7Si8O22(OH)2.
الأسبست الأزرق
ريبيكايت، CAS رقم 12001-28-4 أمفيبولي من أفريقيا وأستراليا. هو التكوين الليفي للريبيكايت أمفوليبي. ويعتقد بأن الأسبست الأزرق هو أخطر الأنواع على الإطلاق. صيغته الكيميائيّة Na2Fe2+3Fe3+2Si8O22(OH)2.
ملا حظات : عموما ما يكون الكريسوتايل أليافاً ليّنة هشّة. والأمفيبوليات ربما أيضا ماتكون أليافا ليّنة هشّة، لكن ليست كل الأمفيبوليات فهناك الأموسايت أليافه أكثر استقامة.
وهناك أنواع أخرى من معادن الأسبست المنتظمة والتي قليلا ما تستخدم في الصناعة، لكن يبقى وجودها في تركيبات المواد بصور مختلفة، وفي المواد العازلة.

## الاستخدام
يستخدم الأسبست في مجال البناء وتسقيف المنازل والعوازل الداخلية والخارجية وأنابيب صرف المياه والأدخنة والتهوية، وتعتبر صناعة الأسمنت الأسبستي من أكثر الصناعات استهلاكاً للكريسوتايل إذ تصل نسبتها إلى 85%.
وتدخل ألياف الأسبست في صناعة أغلفة الأبواب المقاومة للحريق والخزائن الفولاذية، كما تستخدم في صناعة الملابس الواقية من الحريق وكوابح السيارات وبعض أجزاء السيارات وكذلك كمادة عازلة للكابلات والأسلاك واللوحات الكهربائية.

## أماكن الإنتاج
يُنتج الأسبست في 25 دولة من أهمها كندا وأستراليا وجنوب أفريقيا ودول الاتحاد السوفييتي السابق، ووصل إنتاجه في منتصف السبعينات إلى 5 ملايين طن إلا أنه انخفض إلى نحو 3 ملايين طن مع نهاية التسعينات على المستوى العالمي، وتصنع منتجات الأسبست في نحو 100 دولة في طليعتها اليابان.

## التأثيرات الصحية
خطورة الأسبست تكمن في نوع المواد المعدنية الموجودة فيه وتعتمد تأثيراته الصحية على المدة الزمنية التي يتعرض فيها الإنسان لغبار ألياف الاسبست وكذلك على عدد الألياف وطولها ومتانتها، وتبين وجود علاقة وثيقة بين المدة الزمنية للتعرض لألياف الأسبست وشدة التعرض وبين التأثيرات السلبية على صحة الإنسان، إذ تظهر أعراض المرض بعد التعرض المزمن لألياف الأسبست الذي قد يصل إلى أكثر من 20 سنة. أما بالنسبة للتعرض الحاد توجد دراسات تظهر تأثيراته على الإنسان.
وهناك وسيلتان رئيسيتان يمكن من خلالهما التعرض لألياف الأسبست:
- الأولى: التعرض لغبار ألياف الأسبست، خاصة في أماكن العمل، وبناء على المعايير التي وضعتها منظمة الصحة العالمية يجب ألا توجد ألياف الأسبست في أماكن العمل عن بعد 17 متر، وصنفت الوكالة الدولية لأبحاث السرطان وهي تابعة لمنظمة الصحة العالمية الأسبست كمادة مسرطنة، إذ أن تراكم ألياف الأسبست في الرئة يؤدي إلى سرطان الرئة.

وقد يصيب بسرطان الدماغ وسرطان الرئة
- الثانية :عن طريق مياه الشرب، إذ دلّت الدراسات الوبائية التي قامت بها منظمة الصحة العالمية على أن الأمراض السرطانية لا تزداد عند ابتلاع ألياف الأسبست في مياه الشرب، ولا يوجد دليل قاطع حتى الآن على أن وجود ألياف الأسبست في أنابيب مياه الشرب يشكل خطورة على صحة الإنسان، كما أن المنظمة وهي الجهة المعتمدة عالميا لوضع المعايير الخاصة بمياه الشرب لم تضمن الأسبست في قائمة المواد التي يمكن أن تُشكّل خطورة على صحة الإنسان خاصة إذا ما وجد بنسب مقبولة. أما الوكالة الأمريكية لحماية البيئة في الولايات المتحدة الأمريكية فتعتقد أن التعرض لألياف الأسبست عن طريق مياه الشرب قد يصيب الإنسان بأمراض سرطانية في الجهاز الهضمي، إلا أن الدليل على ذلك ليس قاطعاً.

كما يَنتج عن تعرض العاملين في إنتاج أو صناعة الأسبست بعض الأمراض من أخطرها داء الأسبست (الأسبستوز) وسرطان الرئة وورم المتوسطة.
وداء الأسبست مرض رئوي مزمن يصيب الرئتين نتيجة استنشاق ألياف الأسبست التي تتميز بدقتها الشديدة، والتي تعمل على خفض كفاءة الرئتين والجهاز التنفسي بشكل عام حيث يحدث اتصال مباشر بين الألياف والخلايا في الرئة ما يؤدي إلى تحول خبيث لهذه الخلايا، وبالتالي ينتج عن ذلك سرطان الرئة، ولوحظ أن المدخنين أكثر عرضة للإصابة بهذا المرض الذي تكمن خطورته في أن أعراضه تظهر بعد مرور 15 إلى 20 سنة.
وقد أصدرت منظمة العمل الدولية الاتفاقية رقم 162 لسنة 1986 في دورتها رقم 92 التي تعرف باسم «الحرير الصخري» وتضمنت حظر استخدام هذه المادة بجميع أشكالها والاستعاضة عنها بمواد أخرى ومنتجات أخرى عديمة الضرر أو أقل ضررا كما وضعت هذه الاتفاقية استثناءات من الحظر في حالات معينة حددتها بشروط اتخاذ إجراءات وتدابير صارمة تضمن عدم تعرض العمال للخطر.

## في التراث
ذكرها البيروني قائلا أن الفرس كانوا يسمونها آذرشست يصنعون منها الملابس.
وذكرها المقريزي في سياق معادن الحبشة ما بعد النوبة في بلاد البجة، قائلا
| أسبست | فإذا بلت الشطبة منها بزيت وقدت مثل الفتيلة | أسبست |

فحجارة شطبا كما وصفها المقريزي تنطبق على الحرير الصخري الذي يمكن أن توقد بالزيت دون ان تحترق الألياف.

## معرض صور

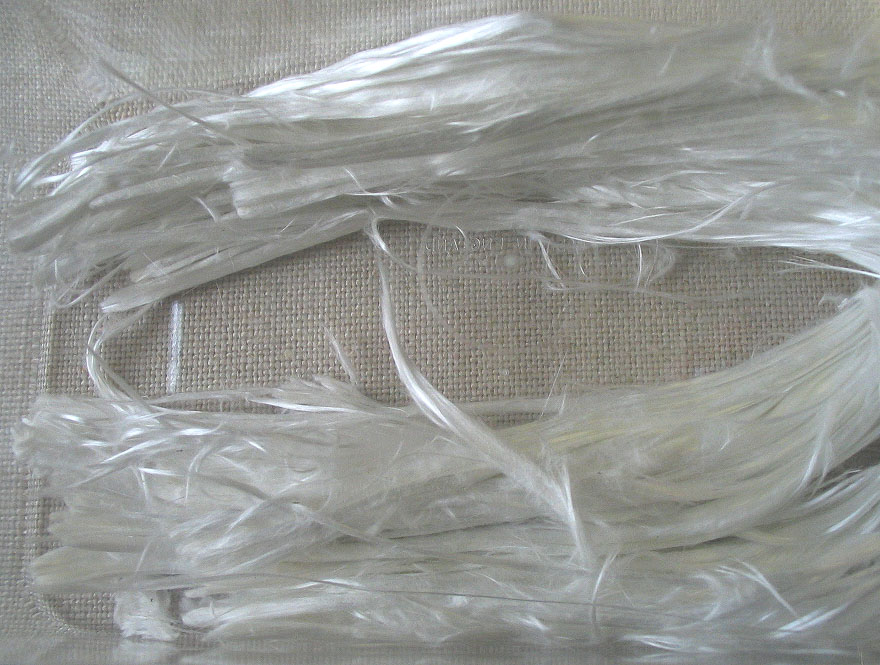
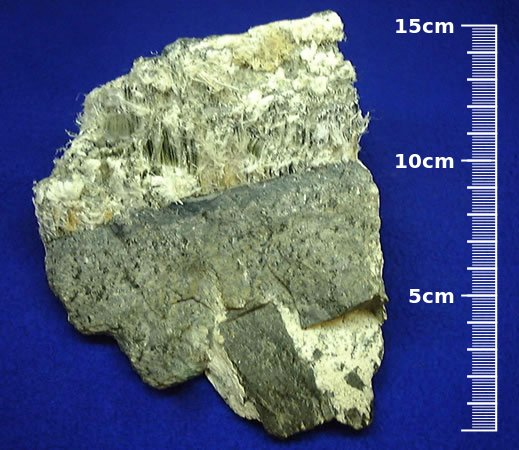
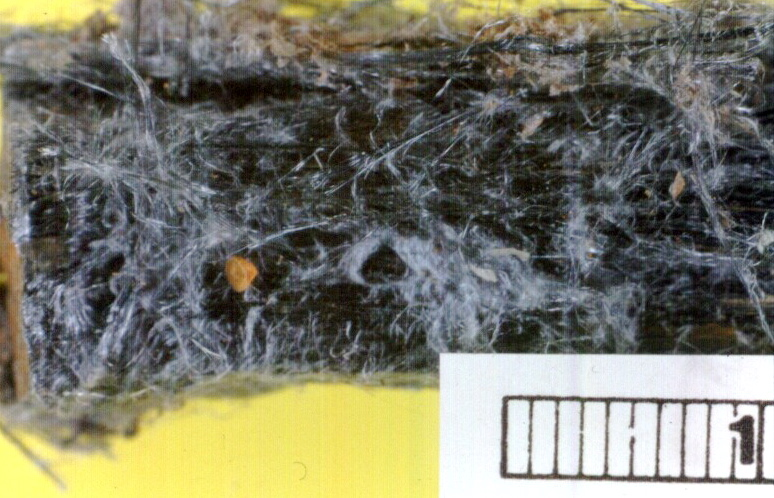
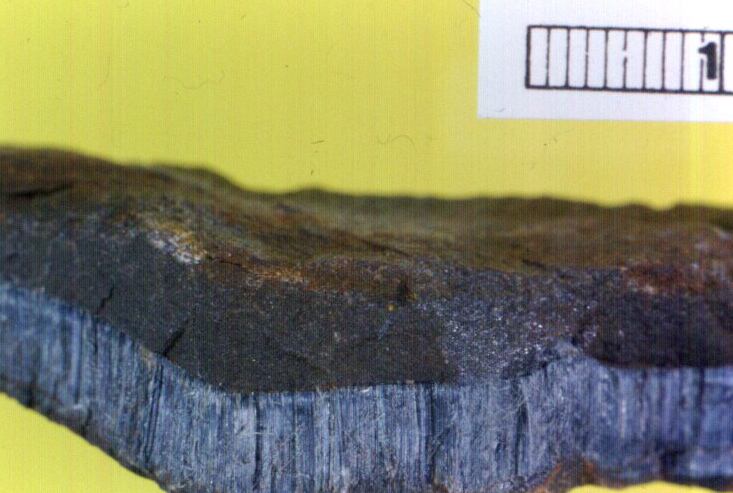

## هوامش
- ملاحظة 1 المرادفات: أو الأمْيَنْت[4] أو الأميانت أو الحَرِيرُ الصَّخْرِيُّ[5][6] أو حَجَرُ الفَتِيلِ[7][5] أو حجر الفتيلة[8][9] أو الصَّخْرُ الحَرِيرِيُّ[5] [9]